# New Strings
«New Strings» —en español: «Nuevas cadenas»— es el cuarto sencillo de la cantante de música country estadounidense Miranda Lambert. Lanzado en 2006, el sencillo, después de «Kerosene», lo que ha tenido más éxito entre los que se extraen a partir del segundo álbum de Miranda llegó a la posición 25 del ranking de canciones country estadounidense, y en la posición 125 de la tabla de posiciones reales de singles estadounidenses, el Billboard Hot 100.

## Posicionamiento en listas
| Listas (2006)                    | Mejor posición |
| -------------------------------- | -------------- |
| U.S. Billboard Hot 100           | 125            |
| U.S. Billboard Hot Country Songs | 25             |